# Garra barreimiae
Garra barreimiae – endemiczny gatunek ryby słodkowodnej z rodziny karpiowatych (Cyprinidae). Występuje w wodach powierzchniowych na obszarach górzystych w Omanie i Zjednoczonych Emiratach Arabskich; część populacji ryb żyje w jaskiniach pod powierzchnią ziemi i jest ślepa.

## Systematyka
Garra barreimiae po raz pierwszy został opisany w 1956 roku przez amerykańskiego zoologa Henry’ego W. Fowlera i izraelskiego zoologa Heinza Steinitza. Dodatkowo zostały wyróżnione cztery podgatunki G. barreimiae, które przeważnie występują w różnych działach wodnych:
- G. b. barreimiae Fowler & Steinitz, 1956;
- G. b. gallagheri Krupp, 1988;
- G. b. shawkahensis Banister & Clarke, 1977;
- G. b. wurayahi Khalaf, 2009.

## Morfologia
Garra barreimiae jest małą rybą o smukłym kształcie, spłaszczonym od spodu, głowa w kształcie klina. Osobniki dorastają do długości 8 cm. Ubarwienie łusek jest ciemne, cętkowane w odcieniu brązu. Dorosłe osobniki mogą być pokryte również cętkami barwy czerwonej, niebieskiej lub białej. Tuż za głową łuski są bledsze. Populacja G. barreimiae żyjąca w jaskiniach różni się od przedstawicieli swojego gatunku żyjących w wodach powierzchniowych. Populacja żyjąca w jaskiniach charakteryzuje się brakiem pigmentacji, osiąga mniejsze rozmiary oraz nie posiada w pełni wykształconych organów wzroku – oczu. Oczy występują u młodych osobników, natomiast u starszych osobników zostają zakryte przez skórę.

## Występowanie
Gatunek jest endemitem występującym na obszarze górzystym we wschodniej części Zjednoczonych Emiratów Arabskich oraz północnej części Omanu. Ślepa populacja ryb gatunku G. barreimiae zamieszkuje w systemach jaskiniowych położonych w Dżebel Akhdar (stanowiących część pasma górskiego Al-Hadżar).

## Ekologia
G. barreimiae prowadzi przydenny tryb życia, ukrywając się pod kamieniami i w szczelinach. Gatunek zamieszkuje małe izolowane akweny, wolno płynące potoki oraz rwące okresowe rzeki. G. barreimiae potrafi przetrwać niemal całkowity zanik wody w swoim środowisku oraz migrować, na krótkie dystansy poza środowiskiem wodnym, przemieszczając się po wilgotnych skałach pomiędzy małymi akwenami. Gatunek zamieszkuje wody charakteryzujące się temperaturą w przedziale od 18 do 24°C i o odczynie zbliżonym do obojętnego (przedział od 6,5 do 7,5 pH). Jednocześnie badania wykazały, że G. barreimiae potrafi przetrwać w wodzie o temperaturze 40°C i o zasoleniu odpowiadającym 1/3 zasolenia morskiego.
Głównym składnikiem diety G. barreimiae są detrytusy, glony, nicienie oraz drobne skorupiaki. Niekiedy pożerają własne jaja. Populacja zamieszkująca jaskinie odżywia się również guanem wytwarzanym przez nietoperze.
Niewiele wiadomo na temat rozmnażania się G. barreimiae. Tarło ma miejsce po intensywnych opadach deszczu, które przyczyniają się do szybszego rozprzestrzeniania się młodych osobników. Jaja zakopywane są w żwirze i prawdopodobnie wylęg następuje w ciągu pierwszej doby od złożenia jaj.